# 自衛隊イラン派遣
自衛隊イラン派遣（じえいたいイランはけん）は、イラン・イスラム共和国への国際緊急援助法に基づく自衛隊派遣。

## 概要
2003年12月26日、イランの南東部でマグニチュード6.3のバム地震が発生。
国際緊急援助隊としてイラン国際緊急援助空輸隊（隊長 林忠良2等空佐）が編成され、C-130輸送機2機、隊員31名が物資輸送のため派遣された。シンガポールで国際協力機構が備蓄している物資を搭載し、1月2日までにテントや毛布など12トンを被災地に近いケルマン空港へ空輸した。

## 沿革
- 2003年（平成15年）
  - 12月29日 - 石破茂防衛庁長官は派遣命令を発出
  - 12月30日 - C-130が小牧基地から出発（経路 那覇基地 - パヤレバ基地（シンガポール） - マレ国際空港（モルディブ））
  - 12月31日 - C-130がアラブ首長国連邦のアブダビ国際空港に到着
- 2004年（平成16年）
  - 1月1日 - C-130 1番機がイランのケルマン空港へ物資を輸送
  - 1月2日 - C-130 2番機がケルマン空港へ物資を輸送
  - 1月6日 - C-130が小牧基地へ帰国